# Euphthiracarus monyx
Euphthiracarus monyx är en kvalsterart som beskrevs av Walker 1965. Euphthiracarus monyx ingår i släktet Euphthiracarus och familjen Euphthiracaridae. Inga underarter finns listade i Catalogue of Life.